# Vanajavesi
El lago Vanajavesi (en finés: Vanajavesi) es un lugar gran lago en el país europeo de Finlandia. Es parte de la cuenca Kokemäenjoki. El lago recoge las aguas de un área amplia en las regiones de Pirkanmaa, Tavastia Propia y partes de la región de Päijänne Tavastia 
La ciudad más grande en el lago es Hämeenlinna en la región adecuada Tavastia y otras ciudades y pueblos incluyen Valkeakoski y Akaa (anteriormente Toijala) en la región de Pirkanmaa. Además de éstos los municipios por el lago incluyen Lempäälä en la región de Pirkanmaa y Hattula y Janakkala en la región adecuada Tavastia.
Vanajavesi con sus entornos es la zona central de la provincia histórica de Tavastia en Finlandia y ha sido declarado como uno de los paisajes nacionales de Finlandia definido como tal por el Ministerio finlandés de Medio Ambiente en 1992 .